# Tinto de Barrantes
Tinto de Barrantes  ist eine galizische Rotweinsorte aus der Gemeinde Ribadumia, genauer dem Dorf Barrantes.

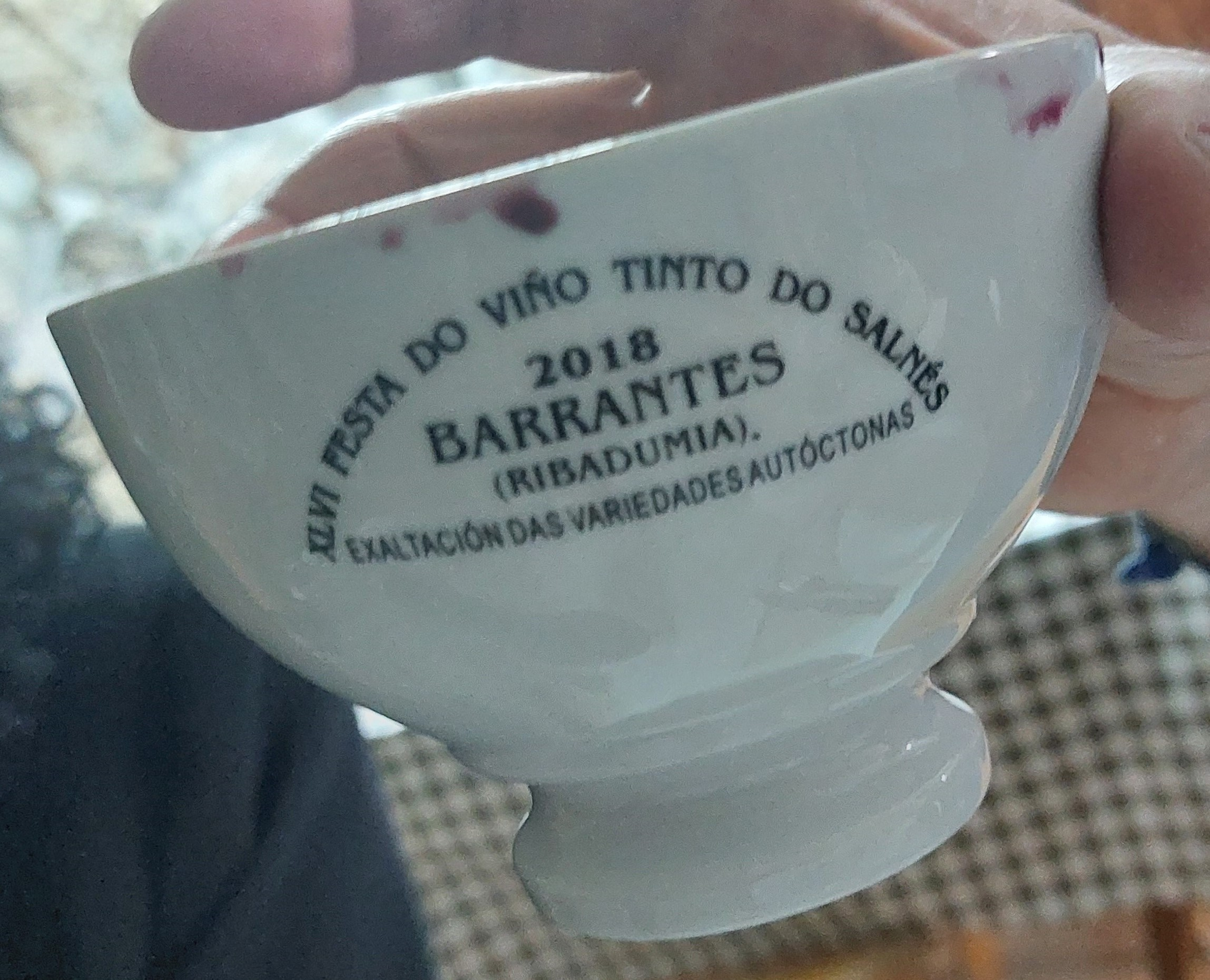
Typischerweise für den Konsum von Tinto de Barrantes verwendete Cunca

Tinto de Barrantes wird aus Hybridtrauben hergestellt, die lokal als Folla Redonda bezeichnet werden und in Barrantes angebaut werden. Bei Folla Redonda könnte es sich um die Rebsorte Flot Rouge handeln. Trotz Bemühungen ihren juristischen Status zu verändern, wurde die Folla Redonda bisher noch nicht als offiziell klassifizierte Rebsorte („variedad viticola“) durch die spanischen Behörden eingestuft. Die Folla-Redonda-Reben in Ribadumia wurden im späten neunzehnten und frühen zwanzigsten Jahrhundert im Zuge der katastrophalen Zerstörungen durch die Reblaus gepflanzt.
Tinto de Barrantes ist von tiefvioletter bis johannisbeeriger Farbe. Die intensive rote Farbe wird zudem durch die weiße Keramiktasse („Cunca“) betont, in der er normalerweise serviert wird. Tinto de Barrantes hat einen niedrigen Alkoholgehalt (unter 10 %), bei niedrigem Zucker- und hohem Säuregehalt.
Tinto de Barrantes hat zum Zeitpunkt des Konsums in der Regel keine malolaktische Fermentation durchlaufen. Diese würde jedoch unkontrolliert stattfinden, wenn Tinto de Barrantes für längere Zeit nach der Abfüllung gelagert würde, was ihn generell für Flaschenlagerung und Transport ungeeignet macht. Deshalb wird der überwiegende Teil der Produktion innerhalb von Galizien konsumiert.
Jeden Mai wird zu Ehren des Tinto de Barrantes ein Weinfest in Ribadumia gefeiert ("Festa do Viño Tinto do Salnés de Barrantes”).